# Kozienice
Pour les articles homonymes, voir Kozienice (homonymie).
Kozienice (prononciation : [kɔʑɛˈɲit͡sɛ]) est une ville polonaise du powiat de Kozienice de la voïvodie de Mazovie dans le centre de la Pologne.
Elle est située à environ 40 kilomètres au sud de Varsovie, la capitale de la Pologne.
Elle est le siège administratif de la gmina de Kozienice et du powiat de Kozienice.

## Histoire
Établie comme village au XIIIe siècle, Kozienice reçoit le statut de ville en 1322.
La communauté juive était historiquement importante dans la ville (appelée Kozhnitz en yiddish). Un des pionniers du mouvement du Hassidisme, le Maggid de Kozhnitz vient de cette ville et y fait débuter une dynastie hassidique (Kozhnitz (en)). En 1856, sur 2 885 habitants, 1 961 sont juifs et, en 1897, sur 6 882 habitants, les juifs sont 3 700. Avant la Seconde Guerre mondiale, cette communauté compte environ 5 000 membres.
À l'automne 1940, ils sont enfermés dans un ghetto. Le 27 septembre 1942, 8 000 juifs de la ville et des environs sont envoyés au Camp d'extermination de Treblinka où ils seront assassinés dès leur arrivée.
De 1919 à 1939 et de 1945 à 1975, la ville était rattachée administrativement à la voïvodie de Kielce.
Puis de 1975 à 1998, la ville a appartenu administrativement à la voïvodie de Radom.

## Relations internationales

### Jumelages
La ville de Kozienice est jumelée avec:
- Allemagne - Göllheim (1996)
- Ukraine - Tchouhouïv (2001)
- Slovaquie - Medzilaborce (2005)

## Personnalités liées à la ville
- Irene Gut Opdyke (1922-2003), Juste parmi les nations
- Esther Senot (1928-), survivante et témoins de la shoah.